# アルカニヴォラックス属
アルカニボラックス属はアルカニボラックス科の基準属でグラム陰性の非芽胞形成偏性好気性桿菌。鞭毛を持ち運動する。基準種はアルカニボラックス・ベヌステンシス。属名は脂肪族炭化水素を貪食するものを意味する。
海水中に生息し、オキシダーゼ及びカタラーゼが共に陽性。生育に海水が必要な好塩菌である。脂肪族炭化水素をアルカン-1-モノオキシゲナーゼにより酸化してアルコールとすることができる。その後はアルデヒド、カルボン酸と順次酸化された後β酸化により代謝される。そのため、海洋の石油汚染の浄化に利用できるとみられている。